# In Concert 1987: Abigail
In Concert 1987: Abigail è il primo album dal vivo della band di King Diamond, ed è anche l'ultimo dell'artista danese ad essere stato pubblicato da Roadrunner Records.

Le tracce sono state registrate durante il tour del 1987 a supporto dell'album Abigail e la sua pubblicazione è dovuta ad un obbligo contrattuale con la casa discografica.

## Tracce
1. Funeral – 1:56
2. Arrival – 5:47
3. Come to the Sabbath – 5:43
4. The Family Ghost – 4:25
5. The 7th Day of July 1777 – 4:27
6. The Portrait – 4:47
7. Guitar Solo (Andy) – 3:19
8. The Possession – 4:08
9. Abigail – 4:28
10. Drum Solo – 3:26
11. The Candle – 6:01
12. No Presents for Christmas – 4:22

## Formazione
- King Diamond - voce
- Andy LaRocque - chitarra
- Timi Hansen - basso
- Mikkey Dee - batteria
- Michael Moon - chitarra